# Lennart Folin
Lennart Folin, född 18 mars 1913 i Québec, Kanada, död 18 oktober 1977 i Sireköpinge församling, Malmöhus län
, var en svensk konstnär.
Folin var son till överingenjören Theodor Folin och Gabryelle de Kergonanau de la Moussay samt från 1945 gift med Loli Tjärnström. Han studerade vid Otte Skölds målarskola 1942–1944 och för Isaac Grünewald 1945. Separat ställde han ut på Konstsalong Rålambshof i Stockholm 1948 och han medverkade i ett flertal samlingsutställningar. Hans konst består av vardagliga interiörer, stads- och förstadsbilder ofta med en torftig miljö. Folin är representerad vid Stockholms fattigvårdsnämnd, Skanstulls folkskola, Kramfors stad och Vingåkers folkskola.